# Paradisaea decora
La paradisea di Goldie (Paradisaea decora Salvin & Goldman, 1883) è un uccello passeriforme della famiglia Paradisaeidae.

## Etimologia
Il nome scientifico della specie, decora, deriva dal latino e significa "bella", mentre il suo nome comune è stato scelto in omaggio all'esploratore scozzese Andrew Goldie, che per primo ottenne degli esemplari di questo uccello da far descrivere scientificamente.

## Descrizione

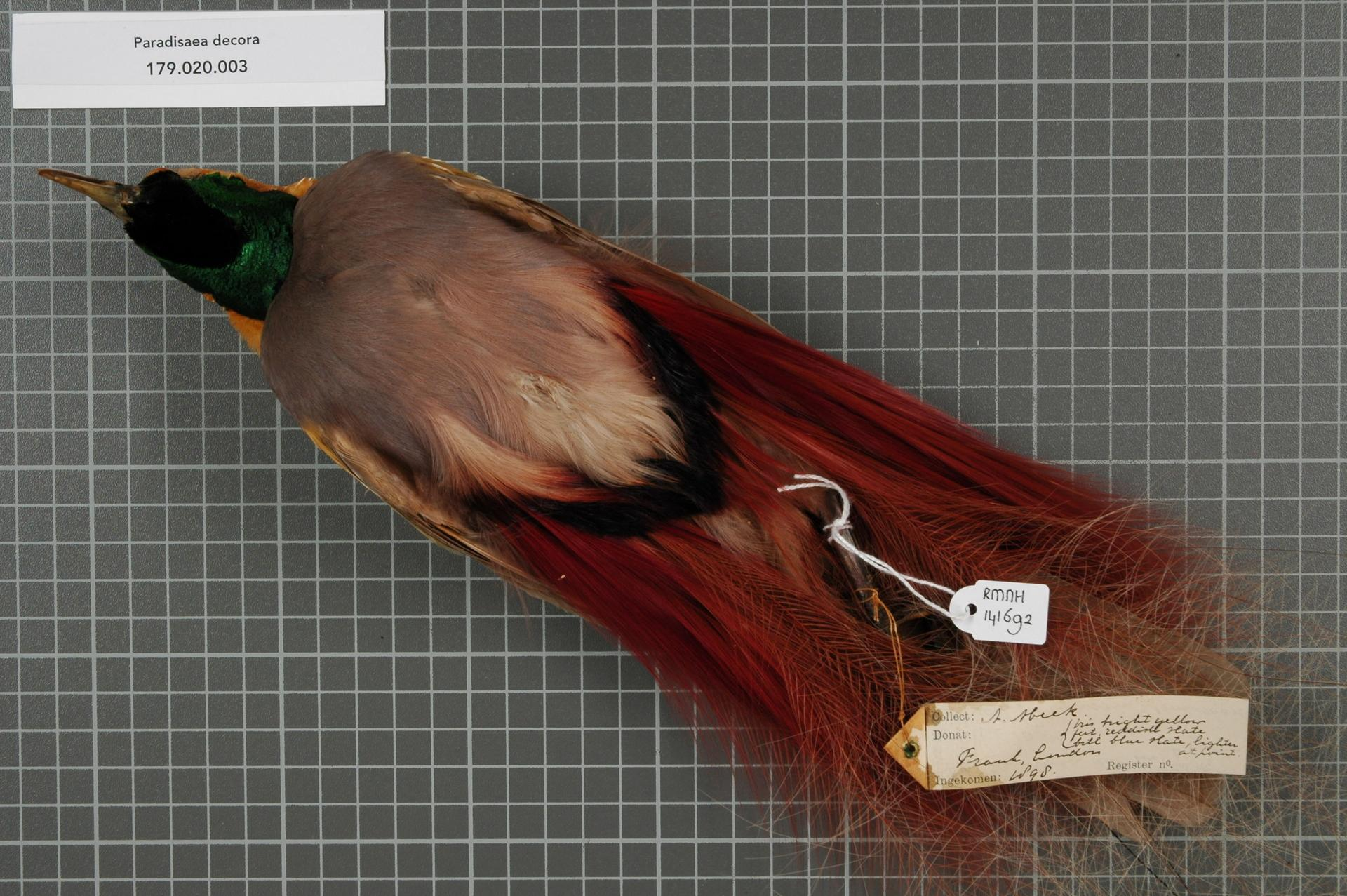
Maschio impagliato.

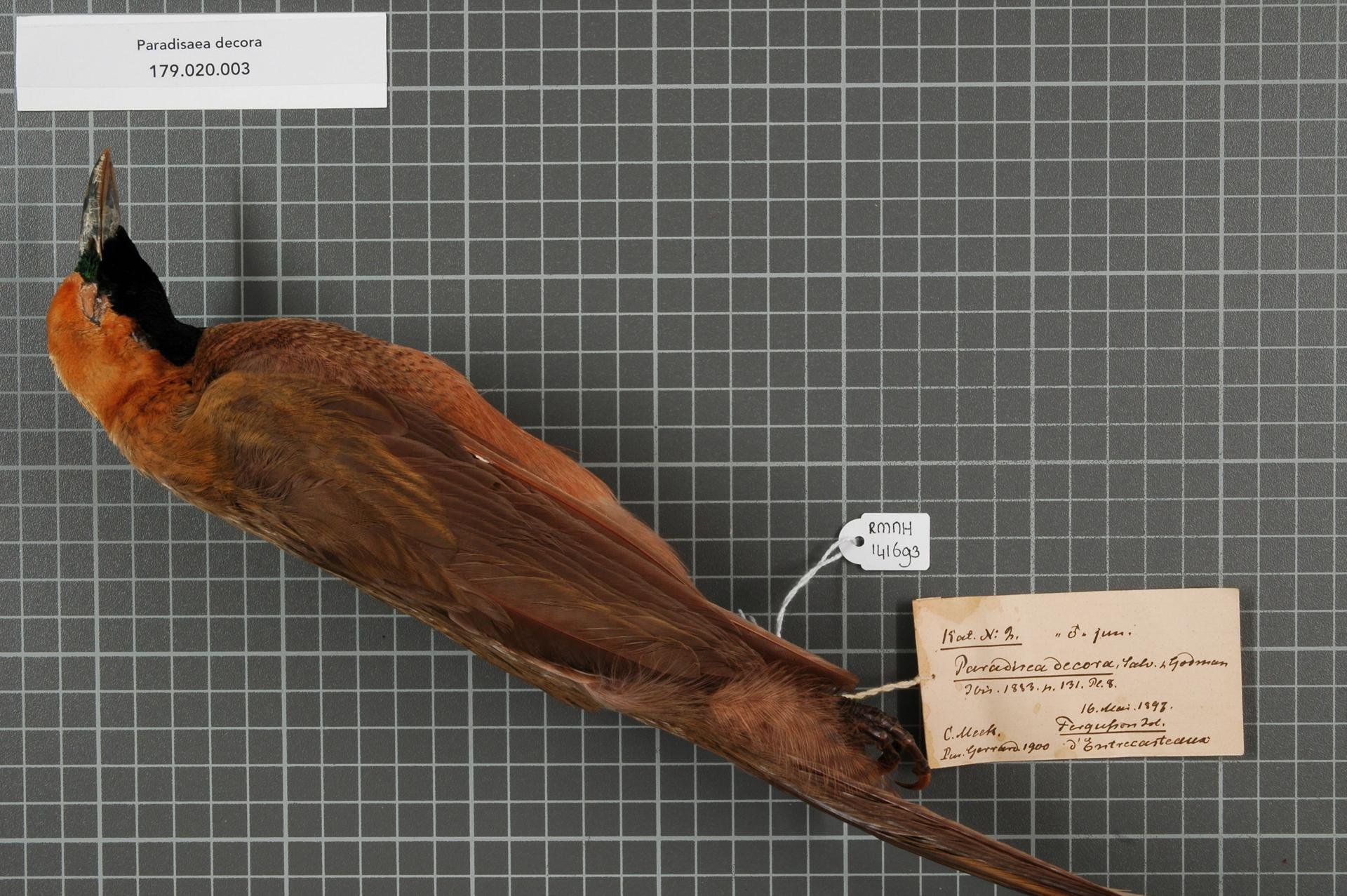
Femmina impagliata.

### Dimensioni
Misura 29-33 cm di lunghezza, per un peso di 237 g: i maschi, a parità d'età, sono più grandi rispetto alle femmine, oltre a possedere penne di fianchi e coda lunghe all'incirca quanto il corpo.

### Aspetto
La paradisea di Goldie ricorda per l'aspetto generale le altre specie di paradisee propriamente dette, sebbene la disposizione delle penne di fianchi e petto la accomuni alla paradisea dell'Arciduca Rodolfo, che pur essendo loro congenere se ne discosta sotto vari aspetti.

Il dimorfismo sessuale è ben evidente: le femmine presentano testa di color ocra con gola e base del becco più scura e con deboli iridescenze verdastre in particolare nei pressi delle narici, mentre dorso, ali e coda sono di color bruno-oliva e petto e ventre assumono sfumature cannella, con le singole penne leggermente più scure sui bordi a dare una debole barratura. Il maschio presenta testa, nuca e spalle di colore giallo zolfo, gola e base del becco verde smeraldo, ali, coda e dorso bruno-oliva, petto e ventre di color lavanda con penne laterali del primo più lunghe e dalle punte violacee: le penne dei fianchi sono molto allungate e vaporose, rivolte all'indietro (nascondendo così le due penne centrali della coda, molto allungate e filiformi) e di colore rosso. In ambedue i sessi gli occhi sono gialli, il becco è di color grigio-bluastro e le zampe sono nerastre.

## Biologia
La paradisea di Goldie è un uccello diurno, prevalentemente solitario, molto schivo ed abitatore della canopia, dove passa la maggior parte del tempo alla ricerca di cibo.

### Alimentazione
Si tratta di uccelli largamente frugivori, la cui dieta viene però integrata quando possibile con insetti ed altri piccoli invertebrati.

### Riproduzione

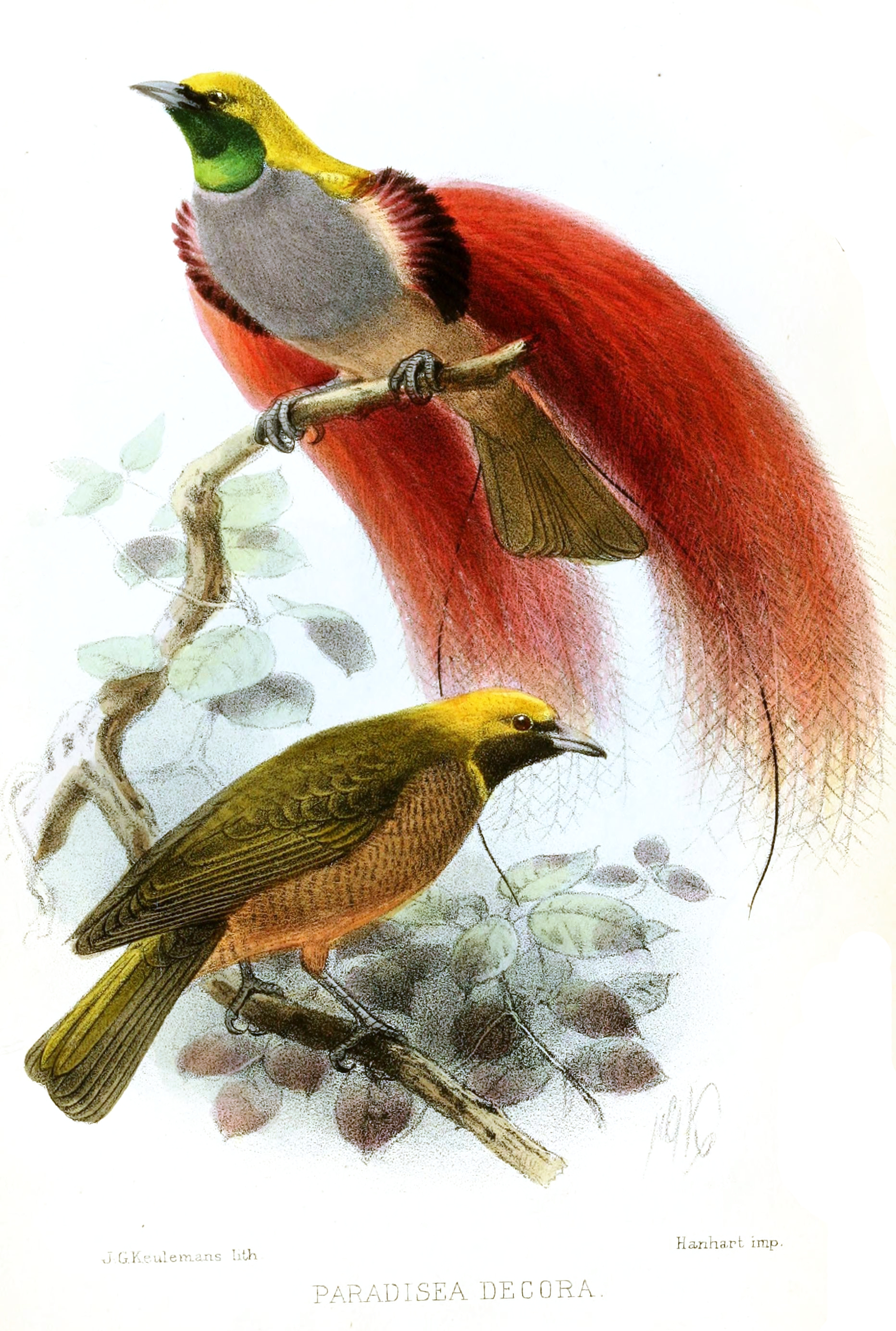
Femmina (in primo piano) e maschio in corteggiamento in un'illustrazione di Keulemans.

La paradisea di Goldie è una specie poligina, coi maschi che si esibiscono in lek per tentare di attrarre il maggior numero di femmine possibile. Non si sa se la specie possieda una stagione riproduttiva vera e propria, tuttavia tutti gli esemplari in riproduzione finora osservati sono stati rinvenuti fra settembre e dicembre.
Per esibirsi, i maschi si riuniscono in gruppi di una decina di esemplari su posatoi che tendono a rimanere gli stessi nel tempo, accuratamente ripuliti, posizionandosi a coppie o in gruppi di tre su ciascun albero in un'area ristretta (meno di un ettaro): da qui, essi cominciano a emettere richiami gracchianti per attrarre le femmine, per poi dare il via all'esibizione vera e propria con un verso che ricorda l'attivazione di un antifurto per auto. Il maschio comincia a esibirsi singolarmente, frullando lentamente le ali e arruffando le lunghe penne dei fianchi: in seguito, parte la competizione fra più maschi, che saltellano avanti e indietro lungo il proprio ramo sbattendo le ali ed emettendo pigolii nasali, con le penne di dorso e coda ben erette, fermandosi periodicamente per sbattere le ali e inchinarsi in avanti. Come in altre specie congeneri, nella paradisea di Goldie, oltre alle femmine, sono anche i giovani maschi a osservare i rituali di corteggiamento: in questi uccelli, tuttavia, sono stati a più riprese osservati i giovani accoppiarsi con le femmine mentre queste osservavano gli adulti esibirsi, senza che questi ultimi reagissero.
Dopo l'accoppiamento, la femmina si separa dal maschio, che continua a esibirsi: essa si occupa in completa solitudine della costruzione del nido, della cova e delle cure ai nidiacei, ciechi e implumi alla schiusa.

## Distribuzione e habitat
La paradisea di Goldie è endemica delle isole di Fergusson e Normanby, nell'arcipelago delle Isole di D'Entrecasteaux. L'habitat di questi uccelli è rappresentato dalle aree di foresta pluviale primaria e secondaria e dalle aree ben alberate, anche urbane, di pianura e collina, fino a 600 m.